# Ke Zhao
Ke Zhao o Chao Ko (en chino, 柯召; pinyin, Kē Zhào; Wade-Giles, K'o Chao, 12 de abril de 1910 - 8 de noviembre de 2002) fue un matemático chino nacido en Wenling, en la provincia de Taizhou.

## Semblanza
Ke se graduó en la Universidad Tsinghua en 1933 y obtuvo su doctorado en la Universidad Victoria de Mánchester bajo la tutela de Louis Mordell en 1937. Sus principales campos de estudio fueron el álgebra, la teoría de números y la combinatoria. Algunas de sus principales contribuciones incluyen su trabajo sobre formas cuadráticas, el teorema de Erdös-Ko-Rado y su teorema sobre la conjetura de Catalan.
En 1955, fue uno de los miembros fundadores de la Academia China de Ciencias. Posteriormente fue profesor en la Universidad de Sichuan,

## Reconocimientos
- Nombrado presidente de la universidad de Sichuan y también de la Sociedad Matemática China.[2]

## Eponimia
- El teorema de Erdös-Ko-Rado lleva su nombre ("Ko")